# フィレレース

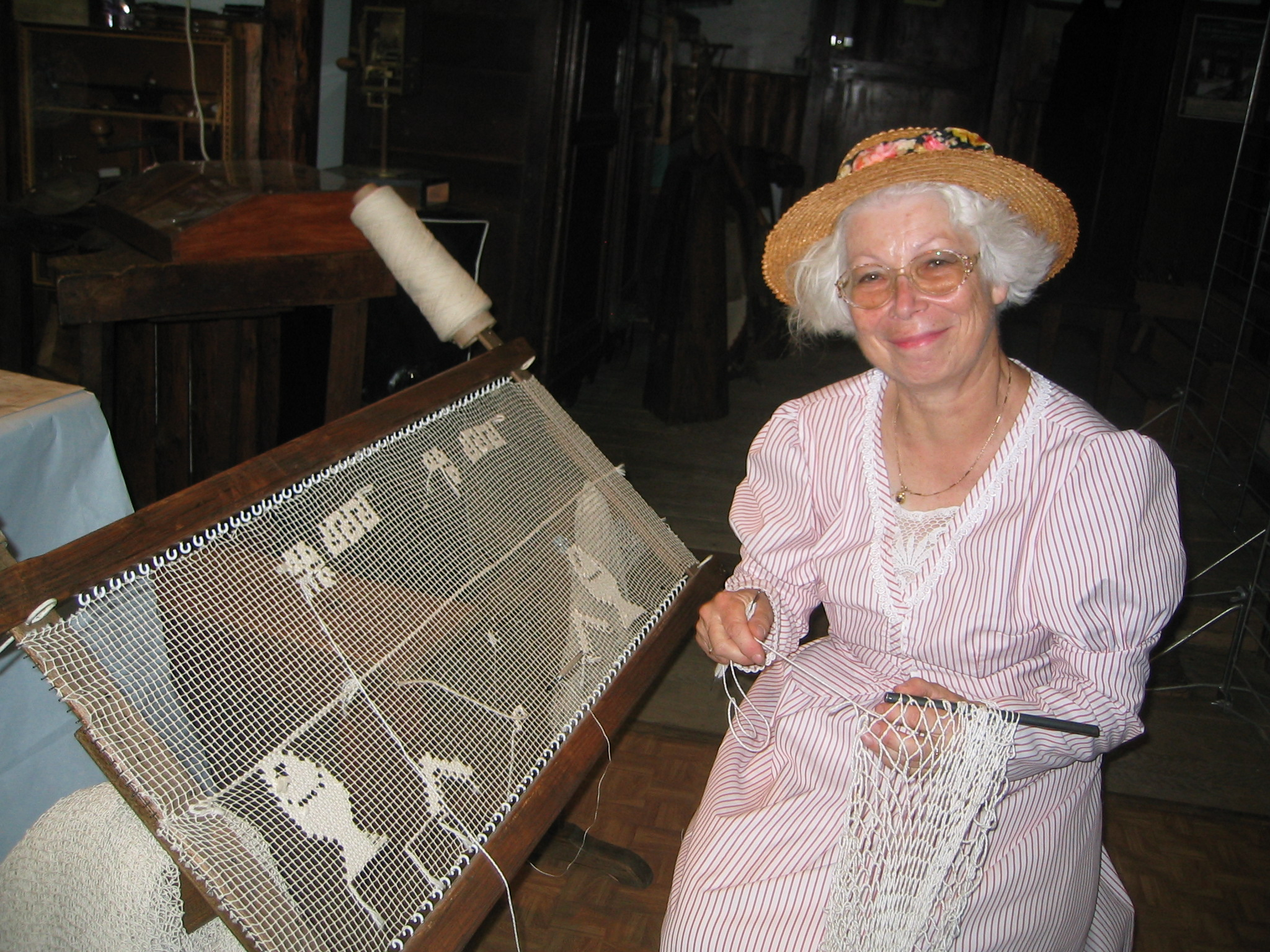
Ji-Elle氏、フランス人
魚網と同じ技法で網地を作成中。
彼女の右側には刺繍を施した作品が置かれている。
日本のレース教室や書籍で紹介されている作品は、この作品より網目が細かく、刺繍模様も繊細であるが、技法は全く同じである。

フィレレース(Filet lace)とは、魚網と同じ技法で作成した網目に、刺繍の技法で模様を施したレースの総称である。

## 歴史
魚網等のネット作りそのものは原始時代より存在し、狩猟採集に使用されていた。
ネット刺繍の起源は不明であるが、17世紀以降に婦人たちの手芸として発展していたことが分かっている。

## 手法
円形に中心から作成する方法と、編み地に刺繍する方法がある。